# Tuğba Palazoğlu
Tuğba Palazoğlu, née le 4 décembre 1980 à Bolu, en Turquie, est une joueuse turque de basket-ball. Elle évolue au poste d'arrière.

## Palmarès
- Finaliste du championnat d'Europe 2011
- Vainqueur de l'Eurocoupe Eurocoupe 2009
- Vainqueur de la coupe de Turquie 2008

- Médaille de bronze au championnat d'Europe 2013 en France